# Širakavan
Širakavan (armensko Շիրակաւան, latinizirano: Širakavan), ustanovljen kot Jerazgavors in kasneje preimenovan v Jerazgavork, je bilo srednjeveško armensko mesto in ena od trinajstih  zgodovinskih prestolnic Armenije, ki je bila glavno mesto med letoma 890 in 929 v času Bagratidske Armenije. 
Mesto se je nahajalo na desnem bregu reke Ahurjan  severovzhodno od Anija, kar ustreza sedanji vasi Çetindurak v okrožju Akyaka v provinci Kars v Turčiji. 

## Zgodnje zgodovina
Širakavan je kot naselje  z imenom Jerazgavors v 7. stoletju prvi omenil armenski zgodovinar Sebeos. Sebeos je Jerazgavors opisal kot vas v kantonu Širak znotraj province Ajrarat v Veliki Armeniji. Mesto se je razvilo zlasti med vladavino bagratidskega kralja Smbata I., ki je leta 890 iz Bagarana v Jerazgavors preselil glavno mesto Bagraditske  Armenije in ga preimenoval v Širakavan. 
Cerkev Svetega Odrešenika (Surp Prkich), ki jo je v 80. letih 9. stoletja zgradil armenski kralj Smbat I., je bila pomembna mestna znamenitost. Smbata je leta 890 prav v tej cerkvi okronal za kralja  armenski katolikos Jurij II. Širakavan je bil glavno mesto kraljestva do leta 929, ko je armenski kralj Abas I. za svojo prestolnico izbral mesto Kars. 
Zgodovinarja Stepanos Asoghik in Samuel Aneci iz 11. in 12. stoletja sta Širakavan opisala kot mesto z osrednjo trdnjavo, obdano z debelim obrambnim mestnim obzidjem. Obzidje ni preprečilo napadov Bizantincev. Leta 1064 je Širakavan skupaj z Anijem uničila velika seldžuška turška vojska pod poveljstvom sultana Alp Arslana.
Širakavan so do konca 12. stoletja oživili in obnovili Zakaridi. V drugi polovici 13. stoletja je propadel in postal običajna vas. 

## 20. stoletje
Širakavan je bil leta 1914 precej veliko armensko naselje z 1220 prebivalci. Po turško-armenski vojni leta 1920 je bil zapuščen, armensko prebivalstvo vasi pa preseljeno v vzhodno Armenijo in se naseljeno v novonastali vasi Jerazgavors. Leta 1921 je bilo ozemlje Karsa, vključno s Širakavanom, s Karskim sporazumom uradno predano Turčiji.
Cerkev Surp Prkich je bila delno uničena že pred začetkom 20. stoletja, potem pa so jo Turki med rednim vojaškim usposabljanjem turške vojske leta 1954 razstrelili. Preživel je le zahodni zid cerkve. Druge dele starodavnega Širakavana so poplavile vode jezu, zgrajenega na reki Ahurjan.

## Sklica
1. ↑  The historic capitals of Armenia, Shirakavan
2. ↑  Yerazgavors